# Хлорохин
Хлорохин — лекарственный препарат из группы производных 4-аминохинолина. В основном используется для профилактики и лечения малярии в районах, где малярия остается чувствительной к её воздействию. Определённые типы малярии, устойчивые штаммы и сложные случаи обычно требуют других или дополнительных лекарств. 
Ингибирует синтез нуклеиновых кислот в клетках и обладает умеренным иммуносупрессивным, специфическим и неспецифическим противовоспалительным действием. Как противомалярийное средство, он действует против бесполой формы малярийного паразита на стадии его жизненного цикла в красных кровяных тельцах. Механизм действия препарата при ревматоидном артрите и красной волчанке неясен. Хлорохин также иногда используется при амебиазе, развивающемся вне кишечника, ревматоидном артрите и красной волчанке. Хотя формально он не изучался при беременности, он кажется безопасным. Он также изучается для лечения COVID-19 с 2020 года. Принимается перорально.
Общие побочные эффекты включают в себя проблемы с мышцами, потерю аппетита, диарею и кожную сыпь. Серьёзные побочные эффекты включают проблемы со зрением, повреждение мышц, судороги и низкий уровень кровяных телец.

## Применение в медицине

### Показания
Индивидуальная профилактика и лечение всех видов малярии, внекишечного амёбиаза. Хроническая и подострая формы системной красной волчанки, ревматоидный артрит, фотодерматозы.

### Малярия
Хлорохин использовался для лечения и профилактики малярии, вызванной Plasmodium vivax, P. ovale и P. malariae. Обычно он не используется против Plasmodium falciparum, поскольку к нему широко распространена резистентность.
Хлорохин широко использовался при массовом введении лекарств, что, возможно, способствовало возникновению и распространению устойчивости. Перед применением рекомендуется проверить, действует ли хлорохин в данном регионе. В регионах, где присутствует резистентность, вместо них можно использовать другие противомалярийные препараты, такие как мефлохин или атоваквон. Центры по контролю и профилактике заболеваний не рекомендуют лечить малярию одним хлорохином из-за более эффективных комбинаций.

### Амебиаз
При лечении амебного абсцесса печени хлорохин может использоваться вместо или в дополнение к другим лекарствам в случае отсутствия улучшения с метронидазолом или другим нитроимидазолом в течение 5 дней или непереносимости метронидазола или нитроимидазола.

### Ревматическая болезнь
Так как хлорохин мягко подавляет иммунную систему, он используется при некоторых аутоиммунных заболеваниях, таких как ревматоидный артрит, но не показан для лечения красной волчанки.

### Противопоказания
Ретинопатия, кератопатия, нарушения зрения, повышенная чувствительность к хлорохину.

### Беременность и лактация
Применение хлорохина при беременности возможно лишь в случае, когда предполагаемая польза для матери превышает потенциальный риск для плода. При необходимости применения в период лактации следует решить вопрос о прекращении грудного вскармливания.

### Особые указания
С осторожностью применяют хлорохин при дефиците глюкозо-6-фосфатдегидрогеназы, нарушениях функции печени и/или почек, порфирии, псориазе, эпилепсии.
При лечении необходимо систематическое проведение офтальмологических осмотров, общего анализа крови.
В/в введение хлорохина следует проводить медленно, для того, чтобы избежать развития кардиотоксических эффектов.
Хлорохин в форме таблеток включен в Перечень ЖНВЛС.

### Режим дозирования
Дозу устанавливают индивидуально, в зависимости от показаний и возраста пациента. Применяется по специальным схемам.

## Побочное действие
Со стороны пищеварительной системы: тошнота, рвота, диарея.
Со стороны ЦНС: головокружение, головная боль, нарушения сна, психозы, судорожные припадки. При длительном применении возможны помутнение роговицы, поражения сетчатки, нарушение зрения.
Дерматологические реакции: изменение цвета кожи и волос, дерматит, фотосенсибилизация.
Со стороны системы кроветворения: тромбоцитопения, нейтропения, анемия, агранулоцитоз.
Со стороны сердечно-сосудистой системы: Основным побочным эффектом, о котором сообщалось, были нарушения проводимости, поражающие 85 % пациентов. Другие неспецифические неблагоприятные сердечные события включали гипертрофию желудочков (22 %), гипокинезию (9,4 %), сердечную недостаточность (26,8 %), легочную артериальную гипертензию (3,9 %) и клапанную дисфункцию (7,1 %).
Аллергические реакции: кожная сыпь, кожный зуд.
Побочные эффекты включают помутнение зрения, тошноту, рвоту, спазмы в животе, головную боль, диарею, отек ног / лодыжек, одышку, бледность губ / ногтей / кожи, мышечную слабость, легкие синяки / кровотечения, слух и психические проблемы.
- Нежелательные / неконтролируемые движения (включая подергивание языка и лица)[10]
- Глухота или шум в ушах[10]. Ототоксичен (может ухудшать слух)[12][13].
- Тошнота, рвота, диарея, спазмы в животе[11]
- Головная боль[10].
- Психические изменения / изменения настроения (например, замешательство, изменения личности, необычные мысли / поведение, депрессия, галлюцинации)[10][11]
- Признаки серьёзной инфекции (например, высокая температура, сильный озноб, постоянная боль в горле)[10]
- Кожный зуд, изменение цвета кожи, выпадение волос и кожная сыпь[11][14].
  - Зуд, вызванный хлорохином, очень распространен среди чернокожих африканцев (70 %), но гораздо реже у представителей других рас. Он увеличивается с возрастом и настолько серьезен, что не позволяет соблюдать медикаментозную терапию. Повышается при малярийной лихорадке; его тяжесть коррелирует с количеством паразитов малярии в крови. Некоторые данные указывают на то, что это имеет генетическую основу и связано с действием хлорохина на опиатные рецепторы в центре или на периферии[15].
- Неприятный металлический привкус, которого можно было избежать с помощью составов с «замаскированным вкусом и контролируемым высвобождением», таких как множественные эмульсии[16].
- Хлорохиновая ретинопатия[источник не указан 886 дней]
- Электрокардиографические изменения[17]
  - Это проявляется либо в нарушениях проводимости (блокада ножек пучка Гиса, атриовентрикулярная блокада), либо в кардиомиопатии — часто с гипертрофией, рестриктивной физиологией и застойной сердечной недостаточностью. Изменения могут быть необратимыми. Сообщалось только о двух случаях, когда потребовалась трансплантация сердца, что позволяет предположить, что этот конкретный риск очень низкий. Электронная микроскопия биопсии сердца показывает патогномоничные цитоплазматические тельца включения.
- Панцитопения, апластическая анемия, обратимый агранулоцитоз, низкий уровень тромбоцитов, нейтропения[18].

### Беременность
Не было показано, что хлорохин оказывает вредное воздействие на плод при использовании в рекомендуемых дозах для профилактики малярии. Небольшое количество хлорохина выделяется с грудным молоком кормящих женщин. Однако этот препарат можно смело назначать грудничкам, последствия не вредны. Исследования на мышах показывают, что радиоактивно меченый хлорохин быстро проходил через плаценту и накапливался в глазах плода, которые оставались присутствующими через пять месяцев после того, как лекарство было выведено из остального тела. Беременным или планирующим беременность женщинам по-прежнему не рекомендуется ездить в районы, подверженные риску малярии.

### Пожилые люди
Недостаточно данных, чтобы определить, безопасно ли давать хлорохин людям в возрасте 65 лет и старше. Поскольку он выводится почками, следует тщательно контролировать токсичность у людей с нарушенной функцией почек.

## Лекарственное взаимодействие
Хлорохин имеет ряд межлекарственных взаимодействий, которые могут иметь клиническое значение:
- Уровень ампициллина может быть снижен хлорохином;
- Антациды — могут снизить абсорбцию хлорохина;
- Циметидин — может подавлять метаболизм хлорохина; повышение уровня хлорохина в организме;
- Уровень циклоспорина может быть повышен хлорохином;
- Мефлохин — может увеличить риск судорог.

При одновременном применении хлорохина с дигоксином увеличивается концентрация дигоксина в плазме крови; с циметидином — наблюдается значительное снижение метаболизма и выведения хлорохина; с ампициллином — снижение его всасывания.
При одновременном применении хлорохина с фенилбутазоном, препаратами золота, пеницилламином, цитостатиками, левамизолом повышается риск развития аплазии костного мозга и поражения кожи.

## Передозировка
Хлорохин при передозировке имеет риск смерти около 20 %. Он быстро всасывается из кишечника с появлением симптомов обычно в течение часа. Симптомы передозировки могут включать сонливость, изменения зрения, судороги, остановку дыхания и проблемы с сердцем, такие как фибрилляция желудочков и низкое кровяное давление. Также может наблюдаться низкий уровень калия в крови.
В то время как обычная доза хлорохина, используемая для лечения, составляет 10 мг / кг, токсичность начинает проявляться при 20 мг / кг, а смерть может наступить при 30 мг / кг. У детей даже одна таблетка может вызвать проблемы.
Рекомендации по лечению включают раннюю механическую вентиляцию легких, кардиологический мониторинг и применение активированного угля. Могут потребоваться внутривенные жидкости и вазопрессоры, при этом адреналин является вазопрессором выбора. Приступы можно лечить бензодиазепинами. Может потребоваться внутривенное введение хлорида калия, однако это может привести к повышению уровня калия в крови позже, в ходе заболевания. Было обнаружено, что диализ бесполезен.

## Фармакологическое действие
Вызывает гибель эритроцитарных форм некоторых видов плазмодиев.
Активен в отношении Plasmodium ovale, Plasmodium vivax, Plasmodium malariae, а также в отношении Entamoeba histolytica. Резистентность к хлорохину демонстрирует Plasmodium falciparum
В качестве иммуносупрессивного и противовоспалительного препарата эффективен при ревматоидном артрите, системной красной волчанке, аутоиммунном гломерулонефрите, саркоидозе, склеродермии.

### Фармакокинетика
После приёма внутрь хлорохин быстро и почти полностью всасывается из ЖКТ. После внутримышечного или подкожного введения также быстро всасывается из места инъекции. Распределяется в тканях организма. Накапливается в высоких концентрациях в почках, печени, легких, селезёнке, а также в меланинсодержащих клетках глаз и кожи. Метаболизируется в печени c образованием активных и неактивных метаболитов. Проникает через плаценту, выделяется с грудным молоком. Очень медленно выводится с мочой из организма.

## Механизм действия

### Малярия
Считается, что лизосомотропный характер хлорохина во многом объясняет его противомалярийную активность; препарат концентрируется в кислой пищевой вакуоли паразита и нарушает жизненно важные процессы. Его лизосомотропные свойства также позволяют использовать его в экспериментах in vitro, касающихся заболеваний, связанных с внутриклеточными липидами, аутофагии и апоптоза.
Внутри красных кровяных телец малярийный паразит, который находится в стадии бесполого жизненного цикла, должен расщеплять гемоглобин, чтобы получить незаменимые аминокислоты, необходимые паразиту для создания собственного белка и для энергетического обмена. Пищеварение осуществляется в вакуоли паразитарной клетки.
Гемоглобин состоит из белковой единицы (переваривается паразитом) и гемовой единицы (не используется паразитом). Во время этого процесса паразит выделяет токсичную и растворимую молекулу гема. Фрагмент гема состоит из порфиринового кольца, называемого Fe (II) -протопорфирин IX (FP). Чтобы избежать разрушения этой молекулой, паразит биокристаллизует гем с образованием гемозоина, нетоксичной молекулы. Гемозоин собирается в пищеварительной вакуоли в виде нерастворимых кристаллов.
Хлорохин попадает в красные кровяные тельца путем простой диффузии, подавляя паразитические клетки и пищеварительную вакуоль. Затем хлорохин становится протонированным (до CQ2 +), поскольку пищеварительная вакуоль, как известно, является кислой (pH 4,7); тогда хлорохин не может уйти путем диффузии. Хлорохин блокирует молекулы гемозоина, чтобы предотвратить дальнейшую биокристаллизацию гема, что приводит к накоплению гема. Хлорохин связывается с гемом (или FP) с образованием комплекса FP-хлорохин; этот комплекс очень токсичен для клетки и нарушает функцию мембраны. Действие токсичного FP-хлорохина и FP приводит к лизису клеток и, в конечном итоге, к самоперевариванию клеток паразита. Поэтому паразиты, не образующие гемозоина, устойчивы к хлорохину.

#### Устойчивость против хлорохина
С момента первого документального подтверждения устойчивости P. falciparum к хлорохину в 1950-х годах устойчивые штаммы появились во всей Восточной и Западной Африке, Юго-Восточной Азии и Южной Америке. Эффективность хлорохина против P. falciparum снизилась по мере появления устойчивых штаммов паразита.
Устойчивые паразиты способны быстро удалить хлорохин из пищеварительной вакуоли с помощью трансмембранного насоса. Паразиты, устойчивые к хлорохину, выделяют хлорохин в 40 раз быстрее, чем паразиты, чувствительные к хлорохину; насос кодируется геном переносчика устойчивости к хлорохину P. falciparum (PfCRT). Естественная функция хлорохинового насоса заключается в транспортировке пептидов: мутации в насосе, которые позволяют ему откачивать хлорохин, ухудшают его функцию в качестве пептидного насоса и обходятся паразиту дорого, делая его менее пригодным.
Устойчивые паразиты также часто имеют мутацию в гене множественной лекарственной устойчивости P. falciparum, транспортера ABC (PfMDR1), хотя эти мутации считаются второстепенными по сравнению с PfCRT. Изменённый белок-переносчик хлорохина, CG2, был связан с устойчивостью к хлорохину, но, по-видимому, задействованы и другие механизмы устойчивости.
Было обнаружено, что верапамил, блокатор каналов Ca2 +, восстанавливает как способность концентрировать хлорохин, так и чувствительность к этому препарату. Другими агентами, которые, как было показано, обращают вспять устойчивость к хлорохину при малярии, являются хлорфенирамин, гефитиниб, иматиниб, тариквидар и зосуквидар.

### Противовирусное средство
Хлорохин обладает противовирусным действием против некоторых вирусов. Он увеличивает поздний эндосомальный и лизосомный pH, что приводит к нарушению высвобождения вируса из эндосомы или лизосомы — для высвобождения вируса требуется низкий pH. Поэтому вирус не может высвободить свой генетический материал в клетку и размножаться.
Хлорохин также, по-видимому, действует как ионофор цинка, который позволяет внеклеточному цинку проникать в клетку и ингибировать вирусную РНК-зависимую РНК-полимеразу.

### Другие
Хлорохин подавляет поглощение тиамина. Он действует конкретно на транспортер SLC19A3.
Против ревматоидного артрита он действует путем ингибирования пролиферации лимфоцитов, фосфолипазы A2, презентации антигена в дендритных клетках, высвобождения ферментов из лизосом, высвобождения активных форм кислорода из макрофагов и выработки IL-1.

## История
В Перу коренные жители извлекали кору хинного дерева (Cinchona officinalis) и использовали экстракт для борьбы с ознобом и лихорадкой в семнадцатом веке. В 1633 году это лечебное средство на травах было введено в Европу, где оно получило такое же применение, а также начало применяться против малярии. Хинолиновый противомалярийный препарат хинин был выделен из экстракта в 1820 году, и хлорохин является его аналогом.
Хлорохин был открыт в 1934 году Хансом Андерсагом и его сотрудниками из лабораторий Bayer, которые назвали его Ресочином. Его игнорировали в течение десяти лет, потому что считали слишком токсичным для использования человеком. Вместо этого DAK использовал аналог хлорохина 3-метилхлорохин, известный как сонтохин. После прибытия союзных войск в Тунис, Sontochin попал в руки американцев, которые отправили материал обратно в Соединённые Штаты для анализа, что привело к возобновлению интереса к хлорохину. Клинические испытания по разработке противомалярийного препарата, спонсируемые правительством США, недвусмысленно показали, что хлорохин имеет значительную терапевтическую ценность как противомалярийный препарат. Он был внедрен в клиническую практику в 1947 году для профилактики малярии.

## Другие животные
Хлорохин в различных химических формах используется для лечения и контроля поверхностного роста анемонов и водорослей, а также многих инфекций простейшими в аквариумах, например паразит рыб Amyloodinium ocellatum.
В опытах на мышах было продемонстрировано что ежедневное лечение хлорохином увеличивало среднюю продолжительность жизни на 11,4% и максимальную продолжительность жизни самцов мышей на 11,8%, а у пожилых самцов крыс введение перорально начиная с 24 месяцев низкой дозы хлорохина дважды в неделю на протяжении 5 месяцев увеличивало максимальную продолжительность жизни на 13%, снижая синтез провоспалительных факторов.

## Хлорохин и COVID-19
Имеются ограниченные данные об использовании хлорохина у людей с COVID-19.
Хлорохин был одобрен органами здравоохранения Китая, Южной Кореи и Италии для экспериментального лечения COVID-19. Эти агентства отметили противопоказания для людей с сердечными заболеваниями или диабетом. Однако использование хлорохина рекомендуется только в рамках утвержденного исследования или в соответствии с деталями, указанными в «Мониторинге экстренного использования незарегистрированных вмешательств». 1 апреля 2020 года Европейское агентство по лекарственным средствам (EMA) выпустило руководство, согласно которому хлорохин и гидроксихлорохин следует использовать только в клинических испытаниях или программах экстренного использования. 29 мая 2020 года EMA заявило, что пациенты, уже принимающие хлорохин при несвязанных состояниях, должны продолжать делать это, всегда под наблюдением своего врача.
Эксперты в области здравоохранения предостерегли от неправильного использования нефармацевтических версий хлорохинфосфата после того, как 24 марта муж и жена приняли противопаразитарное средство для аквариумов, содержащее хлорохинфосфат, с намерением сделать его профилактикой от COVID-19. Один из них скончался, другой был госпитализирован. У хлорохина относительно узкий терапевтический индекс, и он может быть токсичным при уровнях, не намного превышающих уровни, используемые для лечения, что повышает риск непреднамеренной передозировки. 27 марта 2020 года Управление по санитарному надзору за качеством пищевых продуктов и медикаментов США (FDA) выпустило руководство «не использовать хлорохинфосфат, предназначенный для рыб, в качестве лечения COVID-19 у людей».
FDA предостерегло от использования препарата вне больницы или клинических испытаний после рассмотрения побочных эффектов, включая желудочковую тахикардию, фибрилляцию желудочков и летальные исходы. 28 марта 2020 года FDA разрешило использование гидроксихлорохина и хлорохина в соответствии с разрешением на использование в чрезвычайных ситуациях (EUA). Лечение не было одобрено FDA. Экспериментальное лечение разрешено только для экстренного использования для людей, которые госпитализированы, но не могут пройти лечение в клинических испытаниях. В ожидании дефицита продуктов FDA выпустило руководство по хлорохинфосфату и гидроксихлорохина сульфату для производителей лекарств-генериков. 15 июня 2020 года FDA отозвало разрешение на экстренное использование хлорохина и гидроксихлорохина.
В исследовании хлорохина у 81 человека, госпитализированного до подтверждения COVID-19, сравнивали высокие дозы хлорохина и низкие дозы хлорохина. Людей также лечили цефтриаксоном и азитромицином. К шестому дню лечения семь человек в группе высокой дозы и четыре человека в группе низкой дозы умерли, что привело к немедленному завершению испытания.
29 мая 2020 года EMA выпустило заявление об общественном здравоохранении, в котором медицинским работникам было рекомендовано внимательно следить за людьми с COVID-19, получающими хлорохин. Он также опубликовал список источников наблюдательных исследований хлорохина и гидроксихлорохина у людей с COVID-19.
4 июня 2020 года был отозван крупный международный анализ, в котором четко указано, что не было обнаружено клинической пользы при введении хлорохина, гидроксихлорохина, отдельно или в сочетании с макролидом, и, напротив, повысился процент побочных эффектов высокого риска, в первую очередь сердечных дисритмии.
15 июня 2020 года FDA обновило информационные бюллетени для разрешения на экстренное использование ремдесивира, чтобы предупредить, что использование хлорохина или гидроксихлорохина с ремдесивиром может снизить противовирусную активность ремдесивира.
В настоящее время проводится крупное международное клиническое исследование "Солидарность", организованное и проводимое ВОЗ. 23 мая 2020 года руководство "Солидарности" решило временно приостановить прием гидроксихлорохина из соображений безопасности.